# Belső könyökdudor

Belső könyökdudor piros színű

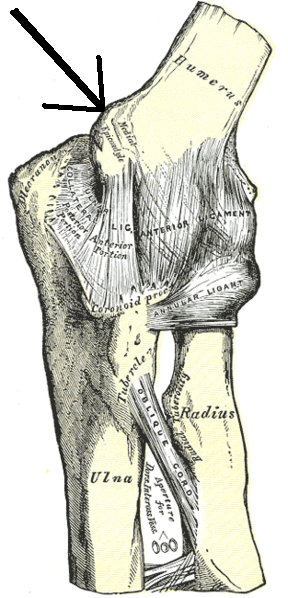
A könyök, ezen belül nyíllal jelölve a belső könyökdudor

A belső könyökdudor (latinul epicondylus medialis humeri) a felkarcsont (humerus) alsó-belső részén található. Nagyobb és jobban kiállóbb mint a külső könyökdudor (epicondylus lateralis humeri). Eredési helyet biztosít a könyökízület ligamentum collaterale ulnare-jának, a hengeres borintóizomnak (musculus pronator teres) és egy közös ínnak, amiről néhány hajlítóizom ered. A nervus ulnaris a kis mélyedésben fut. Leggyakoribb fájdalmas állapota az epicondylitis medialis humeri (gerelykönyök), melynek oka az itt eredő hajlítóizmok okozta vongálásos túlterhelés.